# Дворец открытий (Париж)
Дворец открытий открылся во время Всемирной Выставки 1937 года.

## Экспозиция
Изначально музей задумывался как музей науки, в противопоставление техническому музею искусств и ремёсел, подчёркивая тем самым традиционно французское разделение научных и технических музеев. Начиная с 1970-х годов это различие постепенно исчезло, и сегодня музей является местом, где школьники могут на практике увидеть теоретические концепции, преподаваемые им в школе.
Экспозиция содержит постоянные разделы:
- Земля и вселенная
- Материя и энергия
- Математика
- Жизнь

## Практическая информация
Музей находится в VIII округе Парижа и занимает западное крыло Большого дворца, ближайшие станции метро — Champs Elysées-Clemenceau и Franklin-D.-Roosevelt.
Музей открыт каждый день кроме:
- понедельников
- 1 января
- 1 мая
- 14 июля
- 15 августа
- 25 декабря

Часы работы:
- с 9:30 до 18:00
- по воскресеньям и праздничным дням с 10:00 до 19:00